# Sergej Vrišer
Sergej Vrišer, slovenski umetnostni zgodovinar, muzeolog, doktor znanosti, uniformolog in pisatelj, * 9. november 1920, Ljubljana, † 28. maj 2004, Maribor.

## Življenjepis
Vrišer je bil profesor za muzeologijo in konservatorstvo (Filozofska fakulteta v Ljubljani), profesor za zgodovino likovne umetnosti in kulture (Pedagoška fakulteta v Mariboru) in dolgoletni ravnatelj Pokrajinskega muzeja Maribor.
Ukvarjal se je z zgodovino oblačenja (zlasti z uniformami), s slovenskim baročnim kiparstvom v kamnu in lesu,...

## Nagrade in priznanja
- 1974: Valvasorjeva nagrada za življenjsko delo
- 2001: Steletova nagrada
- 2003: Nagrada Izidorja Cankarja

## Dela
- Uniforme v zgodovini: Slovenija in sosednje dežele
- Finfarji: Štajersko-koroško-kranjski dragonski polk št. 5; Ljubljana, 2000